# Helíadas
En la mitología griega los Helíadas (en griego Ἡλιάδαι, Heliádai) eran siete hijos de Helios relacionados con una leyenda local de Rodas y descritos por Diodoro Sículo.  
El autor dice que Poseidón, cuando fue adulto, se enamoró de Halia, hermana de los telquines, se unió a ella y engendró seis hijos varones y una sola hija, Rodo, de la que recibió su nombre la isla. Según el mito, Helios se enamoró de Rodo e hizo desaparecer el agua de las tierras inundadas. Pero la verdad es que la isla, en la época primera de su formación, ya era pantanosa y blanda; el sol secó la gran humedad e hizo que la tierra engendrara seres vivos; y así nacieron los que por él se llamaron Helíadas, en número de siete, e igualmente los otros pueblos autóctonos. A raíz de estos hechos la isla fue contemplada como consagrada a Helios y los rodios de los tiempos posteriores siguieron honrando a Helios más que a los otros dioses como fundador de su estirpe. Los siete hijos eran Óquimo, Cércafo, Macar, Actis, Ténages, Tríopas y Cándalo, y había una sola hija, Electrione. Cuando los Helíadas fueron adultos, Helios les hizo saber que quienes fueran los primeros en ofrecer sacrificios a Atenea tendrían a la diosa de su lado. Los Helíadas, aunque pusieron a tiempo las víctimas en los altares, en su apresuramiento, se olvidaron de encender el fuego debajo; Cécrope, por el contrario, que entonces era rey de los atenienses, realizó el sacrificio más tarde que los Helíadas, pero sobre el fuego. Ésta es la razón, se dice, por la que permanece en Rodas hasta nuestros días una costumbre particular en lo relativo al modo de realizar los sacrificios y por la que la diosa se ha establecido en la isla. Los Helíadas, diferentes a los otros hombres por su nacimiento, los superaban por su cultura y especialmente por sus conocimientos de astronomía;  introdujeron muchas novedades en el  campo de la náutica y fijaron la división del día en horas. Ténages, que era el más dotado, fue asesinado por sus hermanos movidos por la envidia, pero su maquinación fue descubierta y todos los que participaron en el asesinato se expatriaron.
Otra versión dice que en un tiempo pasado Trínax, Macario y el famoso Auges, hijos de Helios, expulsaron a los telquines muy a su pesar de la tierra de sus padres y los telquines se vengaron inundando la isla de Rodas con las aguas del Tártaro.